# Hoornbrug

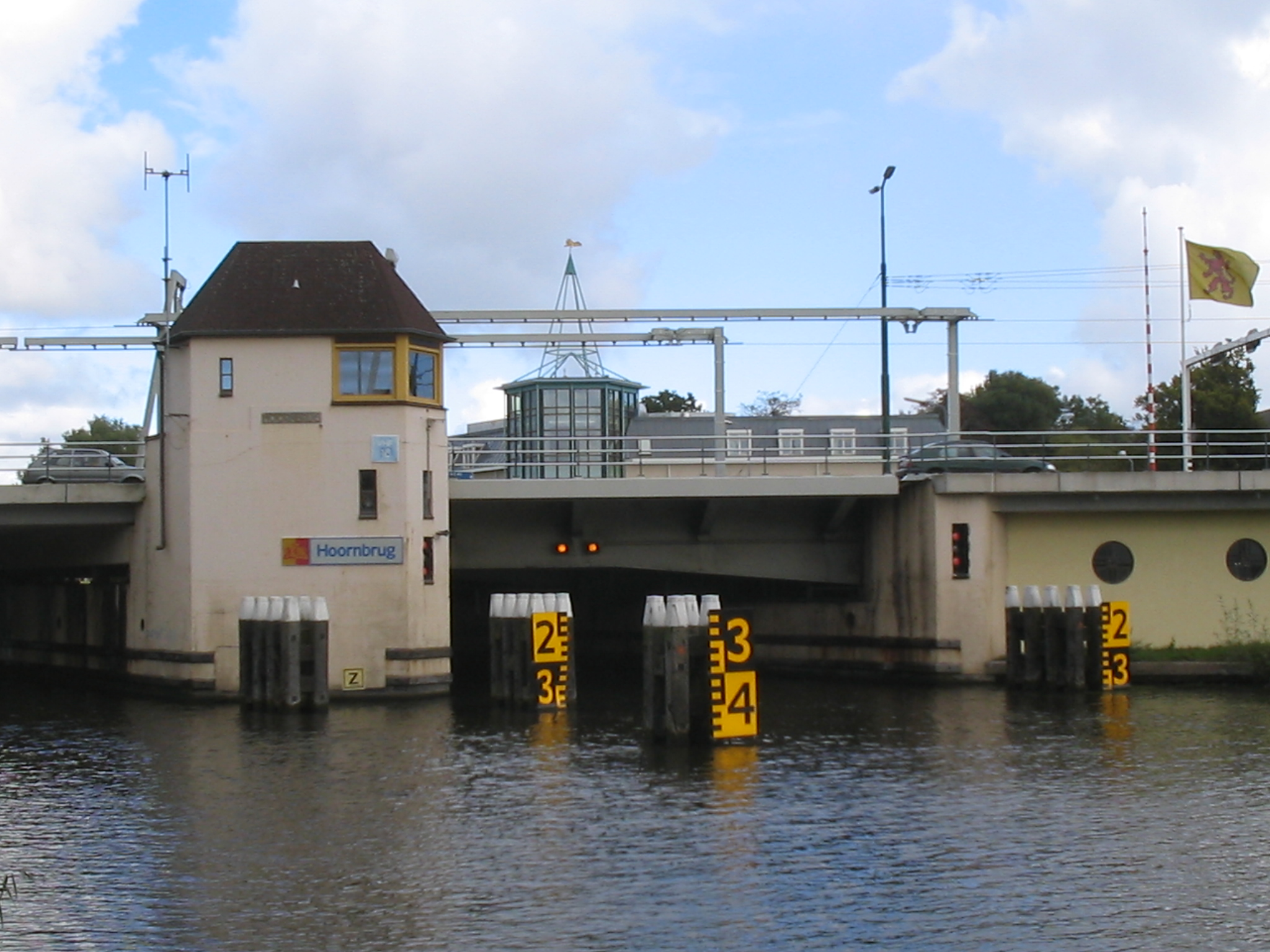
Hoornbrug

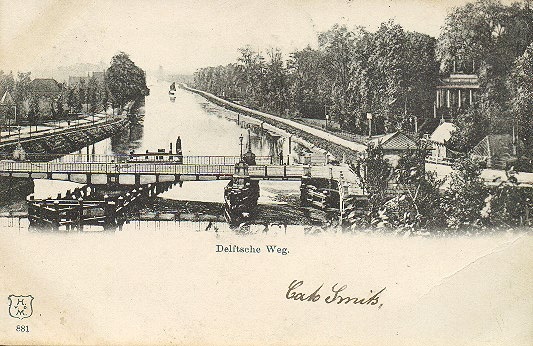
Oude Hoornbrug rond 1900

De Hoornbrug is een basculebrug over de Delftsche Vliet, een deel van het het Rijn-Schiekanaal, in de Nederlandse stad Rijswijk bij de grens met Den Haag. De brug wordt intensief gebruikt als toegangsader voor Rijswijk en Den Haag doordat de route  Laan van Delfvliet - Laan van Hoornwijck - Hoornbrug - Haagweg in het verlengde ligt van de Rijksweg A13 waar men bij knooppunt Ypenburg de snelweg verlaat. Ook is daar een afslag van de A4.
Tevens wordt de brug gebruikt door Haagse tramlijnen 1 en 15.
De brug wordt bediend en is onder beheer van Provincie Zuid-Holland.

## Geschiedenis
Waarschijnlijk heeft op de plaats van de huidige brug al in de 12e eeuw een brug gelegen, aangezien een deel van de Vliet toen werd gegraven. Een eerste vermelding van de "Hoornbrugge" dateert namelijk uit 1340. Verder is bekend dat de brug in 1394 werd voorzien van op- en afritten. Een hoorn is de hoek tussen twee waterwegen. Aan de hoek tussen de Delftsche Vliet en de Vliet ontleent de brug zijn naam. Er was een grafelijke tol op de brug ingesteld ten tijde van de graven van Holland. In de loop van de 16e eeuw was de brug onder beheer ven het Hoogheemraadschap Delfland gekomen. In 1601 werd op deze locatie een nieuwe stenen brug gebouwd, tot dan was hij waarschijnlijk van hout, met twee bogen, omdat het verkeer tussen Delft en Den Haag toenam. Het was ook een plek waar buitenlandse gasten, die óf per trekschuit óf per koets aankwamen, werden verwelkomd door de leden van de Staten van Holland, zoals de verwelkoming van de Spaanse veldheer Ambrogio Spinola in 1608. In januari 1663 meldt de Franse ambassadeur Godefroi d'Estrades in een brief aan Lodewijk XIV van Frankrijk dat hij op weg naar Den Haag wordt opgewacht bij de Hoornbrug door een delegatie van de Staten-Generaal, omdat dit de plek was waar alle ambassadeurs ontvangen werden. 
In 1779 werd de brug vervangen door een nieuwe brug met minder steile opritten en een houten wegdek. Om de zware belasting door de paardentramwagens van de paardentramlijn Den Haag - Delft te kunnen dragen, werd de brug versterkt en voorzien van rails en een middenpijler. Voorheen werd gebruik gemaakt van railroaders, die voor de brug van de rails liepen en na de brug weer gebruik maakten van de rails. De paardentram ging in 1866 rijden en was de eerste interlokale tram van Nederland. Uiteindelijk zou het ook de laatste oude streektramlijn zijn die er nu nog is; in moderne vorm.

Vanaf 1883 werd gewerkt aan plannen om de Vliet tussen Rijn en Schie te verbreden. Rond 1893 werd de vaste brug vervangen door een draaibrug met vlakke opritten. Na het gereedkomen van het eerste deel van Rijksweg 13, nam het verkeer zodanig toe dat er problemen ontstonden met de doorstroming ervan. Rijkswaterstaat ontwierp een nieuwe basculebrug met elektrische aandrijving en vier rijstroken. De oude brug deed dienst tot 1939, waarna een verderop gelegen noodbrug de oeververbinding vormde. Ten behoeve van het continueren van de tramverbinding Den Haag - Delft werd gebruik gemaakt van een eerder aangelegde trambrug (de Schutbrug) ter hoogte van tramremise 's-Gravenmade. Een begin voor de bouw van de huidige Hoornbrug vond plaats in datzelfde jaar, maar werd enigszins vertraagd door de Tweede Wereldoorlog en in 1944 werd de brug in gebruik genomen. De Schutbrug deed dienst tussen 1924 en 1947, alleen voor trams. Op beide bruggen was enkelspoor, en op de oevers gedeeltelijk ook. Om dat allemaal goed te regelen was er een recordaantal seinlichten & waarschuwingslichten: in 31 armaturen zaten in totaal 582 gloeilampen.
In 1940 wilden de Duitsers over deze brug Den Haag binnentrekken om de koningin, de regering en de legerleiding gevangen te nemen. Daarom was de brug van groot belang en werd tijdens de Slag om Den Haag zwaar verdedigd.
In 2000 werden de brugdekken van de Hoornbrug vervangen door een nieuwe constructie. Er waren plannen voor vervanging van de Hoornbrug door een vaste, hogere verbinding met gescheiden bruggen voor auto-, tram- en fietsverkeer. De eerste plannen en aanbesteding van omstreeks 2013/2014 zijn teruggefloten door de rechtbank. Hierna is besloten om te wachten met vervanging tot de Victory Boogie Woogie tunnel in de Rotterdamsebaan is opgeleverd. Uiteindelijk is op verzoek van Metropoolregio Rotterdam Den Haag (MRDH) in 2019 dit plan afgeblazen.
In 2023 kreeg de brug groot onderhoud en werden de elektrotechnische installaties, de verf en het asfalt vernieuwd, en betonreparaties uitgevoerd.

## Trivia
Op 18 augustus 1566 werd er een hagenpreek bij de Hoornbrug gehouden door een bekeerde Vlaamse monnik. Een groot aantal mensen kwam vanuit Delft en Rijswijk te voet, te paard en per trekschuit naar de Hoornbrug. Deze gebeurtenis staat afgebeeld op een schoolplaat van Johan Herman Isings, getiteld: Een Hagepreek bij de Hoornbrug bij Rijswijk, augustus 1566.